# 马迪埃斯帕尼亚
马迪埃斯帕尼亚是巴西米纳斯吉拉斯州的一个市镇。总面积372.108平方公里，总人口11139人，人口密度29.9人/平方公里。